# Verfassung von Cádiz

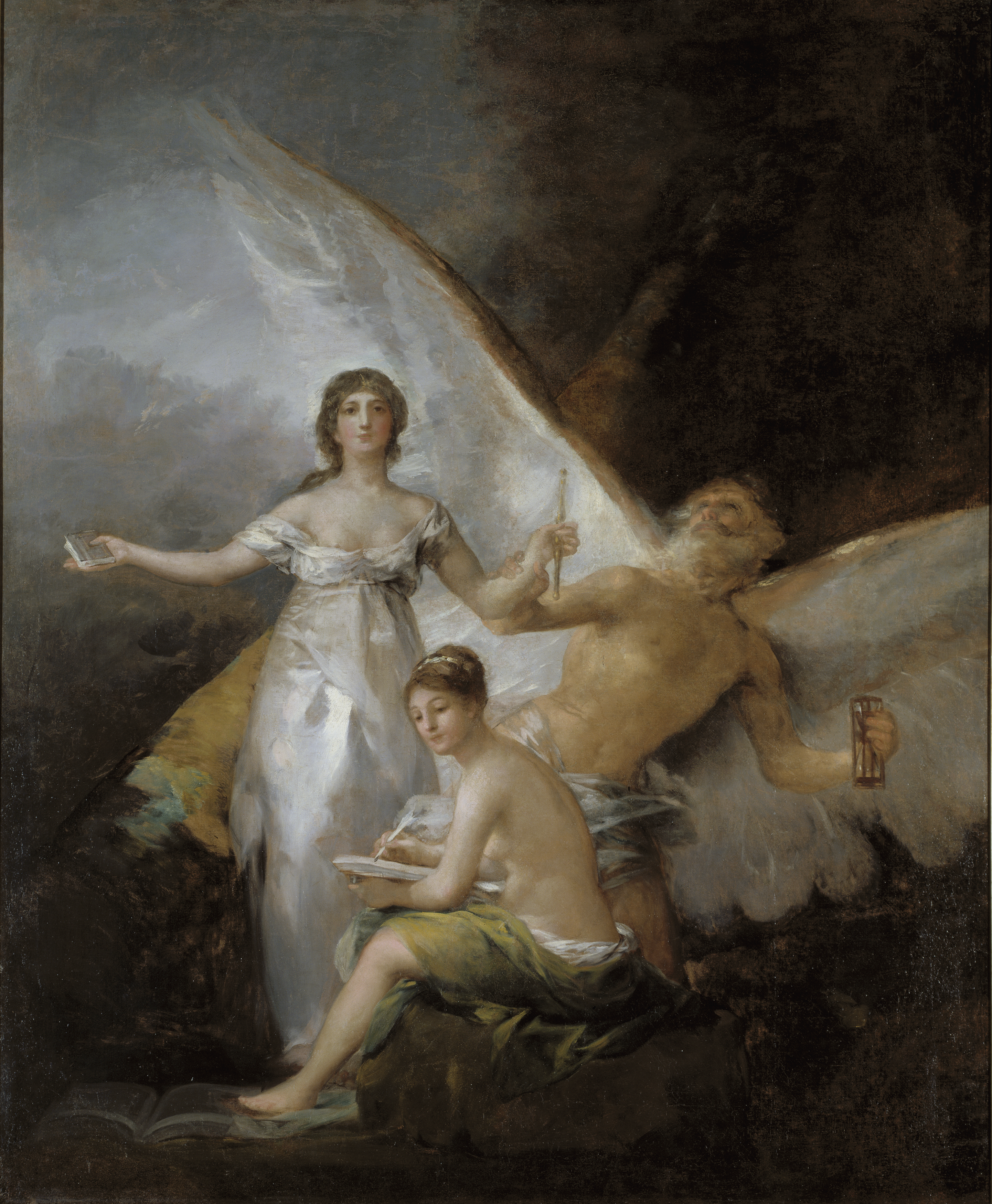
Allegorie der Verfassung von 1812 – Francisco de Goya

Die Verfassung von Cádiz aus dem Jahr 1812 war die erste schriftlich niedergelegte Verfassung, die von Spaniern für Spanien erarbeitet und in Kraft gesetzt wurde. Die von den Cortes von Cádiz verkündete und zu ihrer Zeit als liberal angesehene Verfassung war Vorbild für spätere spanische und ausländische Verfassungen, wurde aber 1814 nach Wiederherstellung der Bourbonenherrschaft in Spanien sofort wieder aufgehoben und galt danach nur noch während der kurzen Liberalisierungsphasen von 1820 bis 1823 und von 1836 bis 1837.

## Entwicklung der Verfassung
Durch den Vertrag von Fontainebleau erhielt Napoleon im Jahr 1807 das Recht, seine Truppen durch Spanien nach Portugal marschieren zu lassen, um das Land zur Teilnahme an der Kontinentalsperre gegen Großbritannien zu zwingen. Napoleon sah in dieser Genehmigung zum Durchmarsch allerdings eine Gelegenheit, einen großen Teil Spaniens zu besetzen. Nach einem Aufstand gegen die Spanische Regierung, die von Manuel de Godoy geführt wurde, dankte Karl IV. am 19. März 1808 zu Gunsten seines Sohnes Ferdinand VII. ab.
Im Mai 1808 wurden Karl IV. und Ferdinand VII. von Napoleon nach Bayonne (spanisch Bayona) in Frankreich eingeladen und beide sahen sich zum Thronverzicht veranlasst. Ferdinand ließ sich, quasi in Gefangenschaft, auf Schloss Valençay nieder. Napoleon setzte seinen ältesten Bruder als König Joseph I. in Spanien ein; der Norden Spaniens wurde von französischen Truppen besetzt. Anfang Mai 1808 erhob sich überall in Spanien die Bevölkerung gegen die Besatzer. Dieser Widerstand wurde von den französischen Truppen gewaltsam unterdrückt. Um dem Thronanspruch Josefs eine legale Grundlage zu geben, wurde am 19. Mai 1808 eine spanische Diputación general (Nationalversammlung) nach Bayonne einberufen, die eine Verfassung diskutierte, die Josef Bonaparte als König bestätigte. Diese Verfassung, das Statut von Bayona, wurde im Juli 1808 in den französisch besetzten Gebieten Spaniens verkündet.
In dem nicht von französischen Truppen besetzten Teil des Landes wurde im September 1808 eine Junta Suprema Central y Gubernativa del Reino gebildet, eine Art Gegenregierung, die im Namen (aber ohne Auftrag) des ersehnten Königs Ferdinand VII. handelte. Diese Junta Suprema Central berief am 1. Januar 1810 die Cortes Generales y extraordinarias etwa nach dem Verfahren ein, nach welchem im Jahr 1789 die Mitglieder der letzten Cortes unter Karl IV. einberufen worden waren. Die Cortes von Cádiz traten im September 1810 zusammen und verkündeten am 19. März 1812 die Verfassung von Cádiz. Da der Tag in Spanien als Feiertag des Heiligen Joseph (Pepe) begangen wird, ist die Verfassung auch unter dem Namen La Pepa bekannt. Die Cortes, die am 25. September 1813 in Cádiz zusammentraten, waren bereits nach den Regeln der Verfassung von Cádiz gewählt.
Nachdem Napoleon, insbesondere durch den Druck der britischen Armee, die militärische Besetzung Spaniens nicht mehr aufrechterhalten konnte, wurde im Vertrag von Valençay die Spanische Krone wieder an Ferdinand VII. zurückgegeben. Nach seiner Ankunft in Spanien erließ Ferdinand am 4. Mai 1814 das Manifest von Valencia, in dem er verkündete, dass alles was die Junta Suprema Central und die Cortes von Cádiz in seinem Namen erlassen hatten, von ihm nicht gebilligt würde. Er erklärte alle Gesetze und Erlasse, die in den letzten sechs Jahren verkündet worden waren, für nichtig. Die bestehenden Cortes wurden aufgelöst und keine neuen einberufen.
Nach dem Pronunciamiento des Rafael del Riego und den darauf folgenden Unruhen sah sich Ferdinand VII. im März 1820 gezwungen, der Forderung nach der Wiederinkraftsetzung der Verfassung von Cádiz nachzugeben. In den folgenden drei Jahren, die als das Trienio Liberal bekannt wurden, galt wieder die Verfassung von Cádiz. Auf dem Veroneser Kongress Ende des Jahres 1822 beauftragten die Mitglieder der Heiligen Allianz (bei Stimmenthaltung Englands) Frankreich damit, in Spanien zu intervenieren, um König Ferdinand VII. zu ermöglichen wieder absolutistisch zu herrschen. Die Französische Invasion in Spanien, die im April 1823 begann, führte zur Wiederherstellung der absolutistischen Herrschaft unter Ferdinand VII. Im Dekret vom 1. Oktober 1823 wurden die Verfassung von Cádiz und alle Anordnungen, Gesetze und Regelungen der Regierung seit dem 7. März 1820 aufgehoben.
Nach der Meuterei von La Granja sah sich die Regentin María Cristina genötigt, durch den Erlass vom 13. August 1836 die Verfassung von Cádiz von 1812 formal im Namen ihrer Tochter Isabella II. wieder in Kraft zu setzen. Der Erlass über die Wahl der Cortes vom 21. August 1836 erging daher ausdrücklich entsprechend den Regeln der Verfassung von 1812. Die Gültigkeit der Verfassung von Cádiz wurde dann durch die Verkündung der neuen Verfassung am 18. Juni 1837 wieder aufgehoben, mit der die Monarchie wieder gestärkt wurde.

## Inhalt

### Deklaratorischer Teil

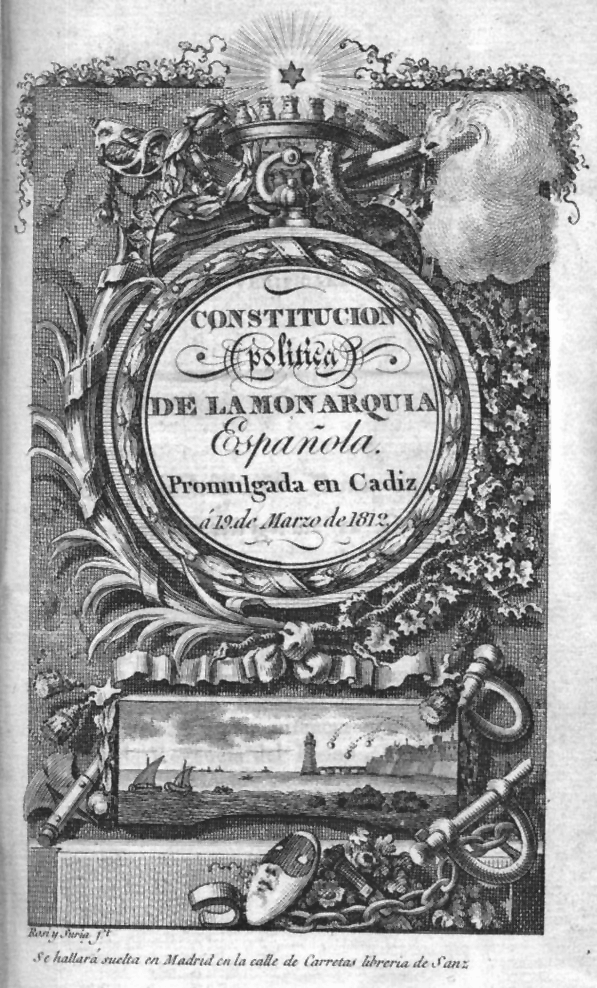
Abbildung der Originalausgabe der Verfassung von 1812

Während in der Präambel keine direkte Aussage zur Souveränität gemacht wird, heißt es in Artikel 3 eindeutig: Die Souveränität liegt bei der Nation. Die Gesetzgebung steht den Cortes zusammen mit dem König zu. Daraus ergibt sich auch die Bezeichnung König Ferdinands VII. als „König durch die Gnade Gottes und die Verfassung“. Als Grundlage der Verfassung werden die alten grundlegenden Rechte der Monarchie genannt. Das große Ziel der Verfassung sei es, die Ehre, den Fortschritt und das Wohlergehen der Nation zu fördern, um eine gute Regierung und eine rechtschaffene Verwaltung des Staates zu erreichen.
Das Recht auf Freiheit der Person, das Recht auf Eigentum, das Recht auf Gleichheit vor dem Gesetz, das Recht auf Unverletzlichkeit der Wohnung, das Recht auf Bildung wurden nicht in einem eigenen Abschnitt, sondern über die Verfassung verteilt, garantiert. Es werden Grundschulen für alle Städte verlangt. Die Pressefreiheit bezog sich ausdrücklich auf politische Inhalte, nicht unbedingt auf religiöse.
Der katholische Glaube wird nicht nur zur Staatsreligion erklärt, die katholische, apostolische, römische Religion wird als die einzige wahre Religion bezeichnet und die Ausübung jeder anderen Religion verboten. Es handelte sich um ein Verbot selbst der privaten, nichtöffentlichen Ausübung einer anderen Religion.

### Organisatorischer Teil

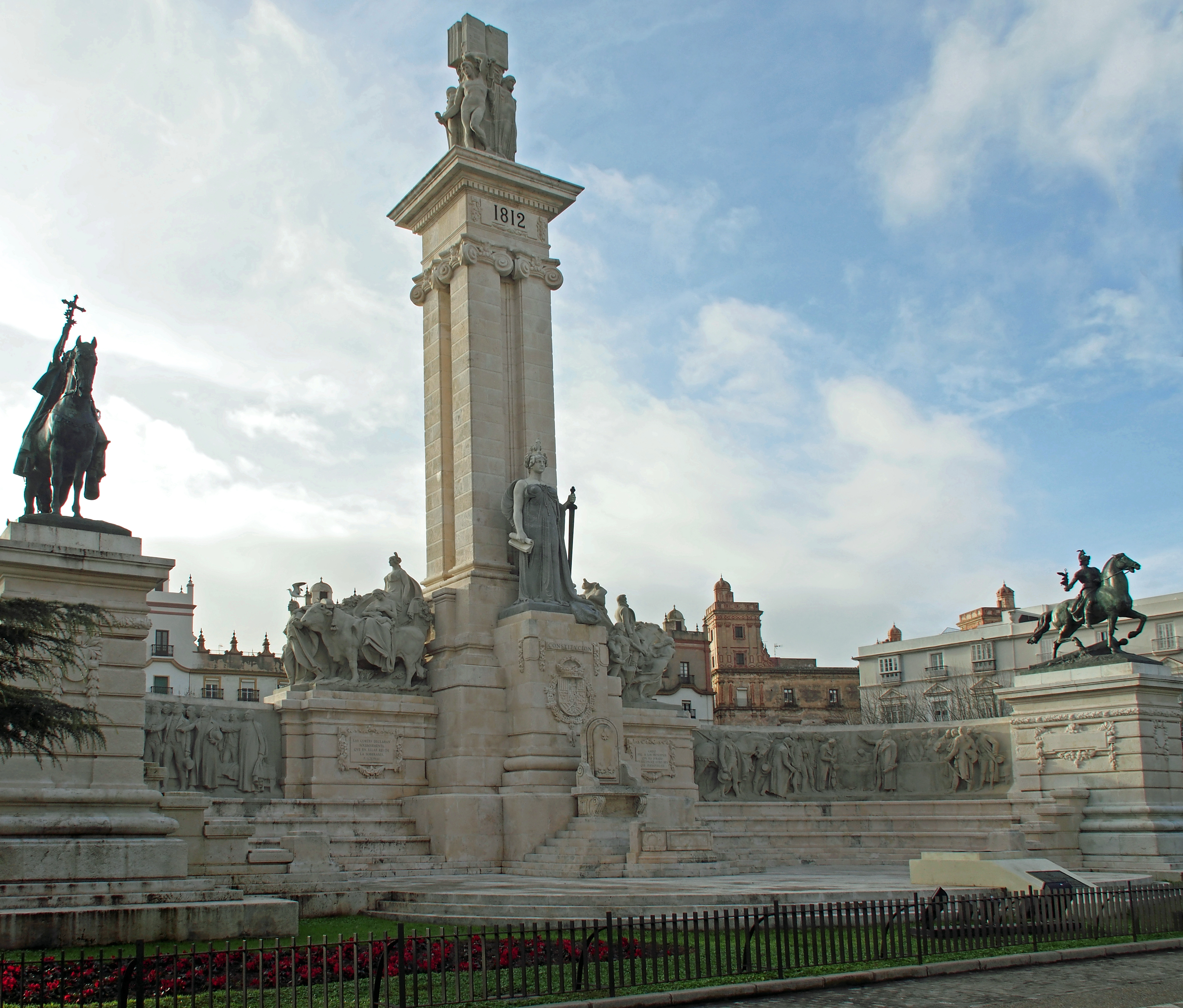
Denkmal auf der Plaza de España in Cádiz zur Einführung der Verfassung von Cádiz in dem Jahr 1812

Die Cortes nach der Verfassung von Cádiz waren ein Einkammerparlament, bei dem den Ständen keinerlei Bedeutung zukam. Das indirekte Wahlsystem war in der Verfassung genau festgelegt. Alle männlichen, über 25 Jahre alten Personen wählten in den Gemeinden in nichtgeheimer Wahl Wahlmänner, diese Wahlmänner wählten dann zusammen mit anderen ebenso gewählten Wahlmännern die Wahlmänner die dann in der Provinzhauptstadt die Abgeordneten wählten. Weder das aktive noch das passive Wahlrecht waren an Einkommen oder Besitz geknüpft. Eine Wahlperiode dauerte zwei Jahre. Den Abgeordneten wurde durch die Verfassung Immunität und Indemnität zugesichert.
Die jährlichen Sitzungsperioden der Cortes waren festgelegt. Eine ausdrückliche Einberufung war nicht erforderlich. Dem König war es untersagt in den Lauf der Sitzungen einzugreifen; zudem konnte er die Cortes nicht auflösen.
Gesetzesinitiativen konnten vom König oder vom Parlament ausgehen. Die Verfassung gestand dem König ein Vetorecht zu. Er konnte die Unterschrift unter ein von den Cortes beschlossenes Gesetz ablehnen und es zurückverweisen. Die Cortes konnten ein gleichartiges Gesetz im nächsten Jahr neu beschließen. Der König konnte das Gesetz auch zum zweiten Mal ablehnen. Erst bei der dritten Vorlage wäre der König gezwungen gewesen das Gesetz zu verkünden.
Die Rechte und Pflichten des Königs waren in einem eigenen Abschnitt der Verfassung festgelegt. Der König leitete die Regierung und die Verwaltung. Er konnte die Minister (Secretarios de Despacho) grundsätzlich nach seinem Willen ernennen und entlassen. In der Praxis war er darauf angewiesen, Rücksicht auf die Mehrheit in den Cortes zu nehmen.
Die Verfassung sah als einziges Beratungsgremium des Königs einen Staatsrat (Consejo de Estado) aus 40 Personen vor. Die Mitglieder wurden auf Vorschlag der Cortes vom König ernannt. Die Cortes legten dem König eine dreifach so starke Vorschlagsliste vor, aus der er auswählen konnte. Genau vier der Mitglieder mussten dem geistlichen Stand angehören. Vier weitere Mitglieder mussten Grandes de España sein und wenigstens zwölf mussten aus den überseeischen Provinzen stammen. Der Staatsrat sollte den König bei allen wichtigen Fragen der Gesetzgebung, aber auch bei der Besetzung von Richterstellen oder Vertragsschlüssen beraten. Die Mitglieder des Staatsrates konnten nur durch einen Beschluss des obersten Gerichtshofes aus ihrem Amt entfernt werden.
Weder die Mitglieder der Cortes noch der König durften richterliche Funktionen erfüllen. Die Gerichte hatten ausschließlich richterliche Aufgaben. Richter konnten nur nach einer gerichtlichen Verurteilung abgesetzt werden. Es gab Sondergerichte für Geistliche und für Militärangehörige.
Die Verfassung sah eine „sinnvolle Neueinteilung Spaniens“ vor, sobald es die politischen Umstände erlaubten. Praktisch ging die Verfassung von der Einteilung ganz Spaniens in Provinzen aus. An der Spitze der Provinzen stand ein vom König ernannter Jefe Superior. Dieser wurde von einer Diputación provincial unterstützt, die bei den Corteswahlen von den Wahlmännern bestimmt wurde. Die Aufgaben der Provinzialverwaltungen wurden in der Verfassung detailliert festgelegt. Das Gleiche galt für die Wahl und die Aufgaben der Stadtverwaltungen (ayuntamientos).
Die Stärke der regulären Armee und Marine sollte jährlich von den Cortes neu festgelegt werden. Für jeden Spanier bestand die Pflicht zum Militärdienst. Darüber hinaus waren für jede Provinz Nationalmilizen vorgesehen, die sich aus den Einwohnern der Provinzen zusammensetzten. Der Dienst in diesen Milizen war nicht ständig notwendig, sondern nur wenn es die Umstände erforderten. Diese Milizen durften ohne Zustimmung der Cortes nicht in anderen Provinzen eingesetzt werden.
Eine Änderung oder Ergänzung der Verfassung sollte für die ersten acht Jahre nach ihrer Inkraftsetzung ausgeschlossen sein. Verfassungsänderungen sollten in einem komplizierten Verfahren mit mehreren Lesungen und zwischenzeitlichen Neuwahlen durch einen Beschluss mit einer Zweidrittelmehrheit durchgeführt werden.